# Twentsche Kabelfabriek

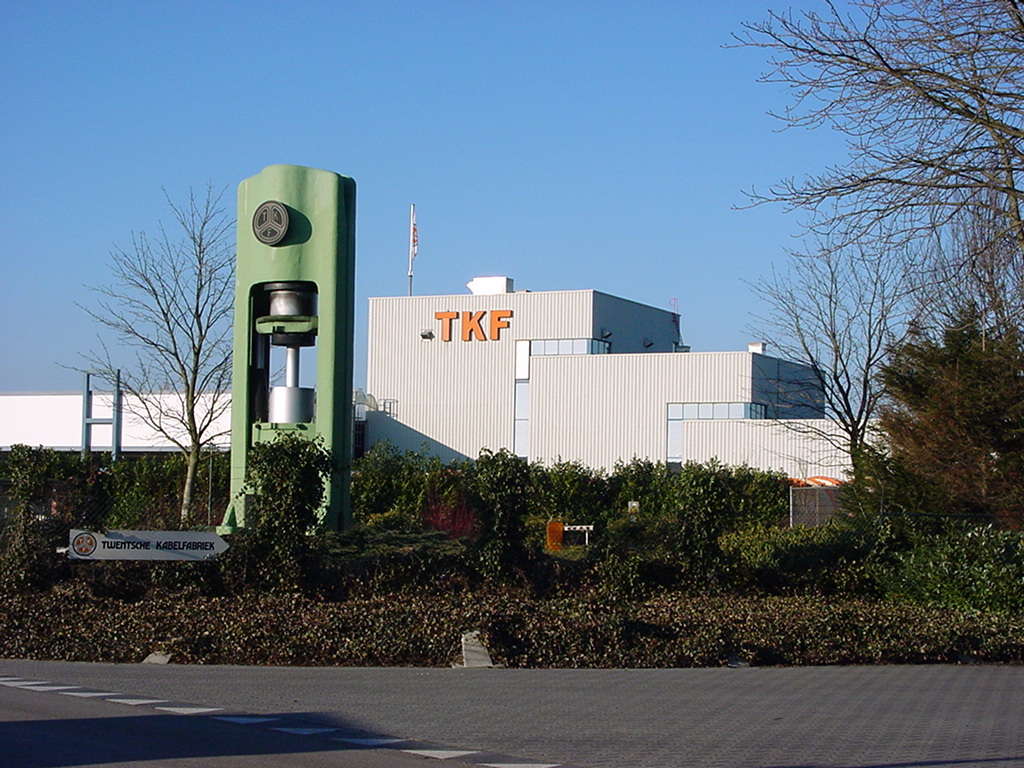
Voormalige loodpers

De Twentsche Kabelfabriek (TKF) is een producent van elektriciteits- en glasvezelkabels in Haaksbergen en onderdeel van de TKH Group.
De onderneming werd als naamloze vennootschap opgericht op 3 november 1930. De fabriek startte met de productie van middenspanningskabels en daarna volgen al snel papiergeïsoleerde telefoonkabels en hoogspanningskabels. In 1932 leverde het kabels voor het eiland Marken. In 1949 werd de fabriek belangrijk uitgebreid. In de jaren 50 werd gestart met de export naar het Verre Oosten en naar Zuid-Amerika. Midden jaren vijftig werkten er circa 150 mensen. Een belangrijke uitbreiding van het productieapparaat in de jaren 50 was de totstandkoming van een eigen draadtrekkerij, in 1958. In 1959 begon het bedrijf op bescheiden schaal met de fabricage van kunststof-geïsoleerde kabels, waarvoor in 1963 werd een aparte fabriek in Lochem werd geopend. In 1973 werd in de Duitse onderneming Grenzlandkabel Gmbh te Nettetal een meerderheidsbelang verworven, in 1978 werd Electro-Draad BV te Panheel overgenomen. De verdere overnames en uitbreidingen leidden in 1980 tot de vorming van een houdstermaatschappij, de Twentsche Kabel Holding (TKH). In 1987 werd begonnen met het produceren van glasvezelkabels en in 1999 werd hier voor ook een productievestiging geopend in Nanking in China. Een tweede glasvezelfabriek in Haaksbergen werd in 2000 geopend. In 2010 bestond TKH Group uit 70 bedrijven verspreid over 20 landen en telde ruim 3.700 werknemers.
De activiteiten van de onderneming zijn verdeeld over drie segmenten:
- Telecom Solutions (17% van de omzet in 2010);
- Building Solution (37%) en
- Industrial Solution (46%).

In 2010 behaalde de onderneming een omzet van 894 miljoen euro. Hiervan werd 28% behaald in Nederland, 51% in de rest van Europa, 15% in Azië en 6% in de rest van de wereld. De nettowinst in dit jaar was 40,9 miljoen euro.
Bij de ingang van de vestiging Haaksbergen staat een voormalige loodpers, opgedragen aan alle medewerkers vanaf 1930, daar neergezet op 1 juli 1989 bij het afscheid van A.J.M. van der Lof (oprichter en directeur).
Het bedrijf is beursgenoteerd aan de beurs Euronext Amsterdam, en onderdeel van de AMX Index.